# 니콜라이 미하일로프 (축구 선수)
니콜라이 보리슬라프 미하일로프(불가리아어: Николай Бориславов Михайлов, 1988년 6월 28일~)는 불가리아의 축구 선수로 현재 PFC 레프스키 소피아에서 골키퍼로 활동하고 있다. 그의 부친은 1986년, 1994년, 1998년 총 세 번의 월드컵에 골키퍼로서 출전한 보리슬라프 미하일로프이다.

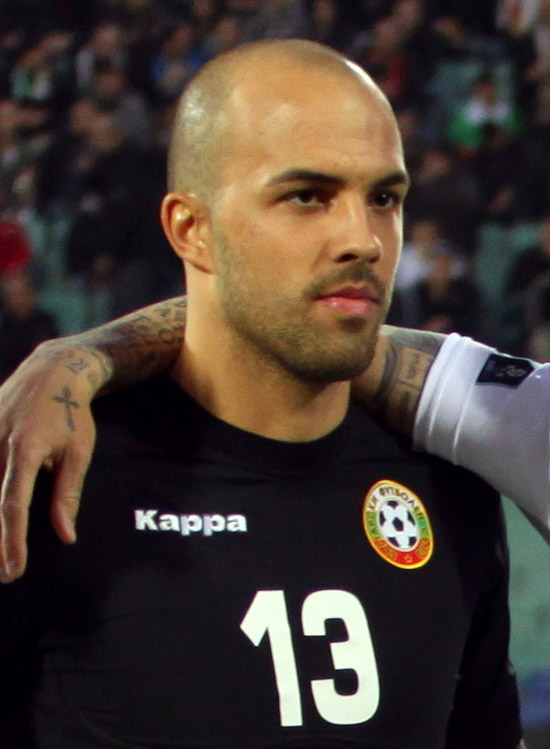
2011년 불가리아와 스위스와의 경기 당시의 미하일로프

## 수상

### 클럽
PFC 레프스키 소피아 
- A PFG : 2005–06, 2006-07
- 쿠파 나 벌가리야: 2004–05
- 수페르쿠파 나 벌가리야: 2005
  - 준우승 :
- A PFG: 2004-05
- 수페르쿠파 나 벌가리야 : 2006

 FC 트벤터 
- 에레디비시에 2009–10,
- 요한 크루이프 실드 2010, 2011
- KNVB 컵 2011

### 개인
- 불가리아 올해의 축구 선수: 2011
- 네덜란드 리그 올해의 골키퍼: 2011